# 鹿田村 (愛知県)
鹿田村（しかたむら）は、愛知県西春日井郡にかつてあった村。現在の北名古屋市鹿田に該当する。

## 沿革
- 明治22年（1889年）10月1日 - 町村制の施行により、鹿田村が単独で自治体を形成。
- 明治39年（1906年）7月16日 - 訓原村・六師村・熊之庄村と合併して師勝村が発足。同日鹿田村廃止[1]。